# 4e congrès des États-Unis
4 mars 1795 – 4 mars 1797
Sessions
Précédent Suivant
Le 4e congrès des États-Unis est la législature fédérale américaine, composée du Sénat et de la Chambre des représentants, débutant le 4 mars 1795 et s'achevant le 3 mars 1797.

## Sessions

### Session extraordinaire
Une session extraordinaire a lieu du 8 au 26 juin 1795 au Congress Hall de Philadelphie.

### Première session
La première session se déroule du 7 décembre 1795 au 1er juin 1796 au Congres Hall de Philadelphie.
- 1er juin 1796 : le Tennessee devient le 16e État membre de l'Union.

### Deuxième session
La deuxième session se déroule du 5 décembre 1796 au 3 mars 1797 au Congres Hall de Philadelphie.

## Partis
Le 4e congrès voit l'apparition des premiers partis politiques organisés : le Parti fédéraliste et le Parti républicain-démocrate.

### Sénat
|                        | Parti       | Parti | Total | Sièges vacants |
| Républicain- démocrate | Fédéraliste |       | Total | Sièges vacants |
| ---------------------- | ----------- | ----- | ----- | -------------- |
| Début                  | 10          | 20    | 30    | 0              |
| Fin                    | 11          | 21    | 32    | 0              |

### Chambre des représentants
|                        | Parti       | Parti | Total | Sièges vacants |
| Républicain- démocrate | Fédéraliste |       | Total | Sièges vacants |
| ---------------------- | ----------- | ----- | ----- | -------------- |
| Début                  | 59          | 46    | 105   | 1              |
| Fin                    | 60          | 46    | 106   | 0              |

## Membres

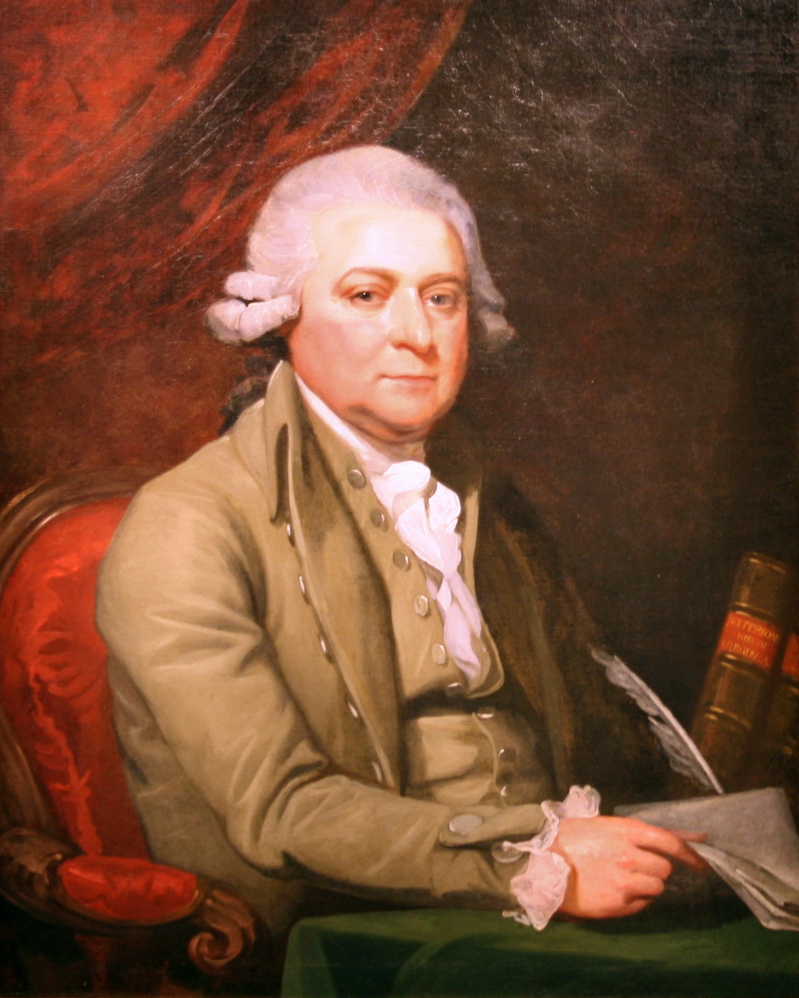
Le président du Sénat John Adams.
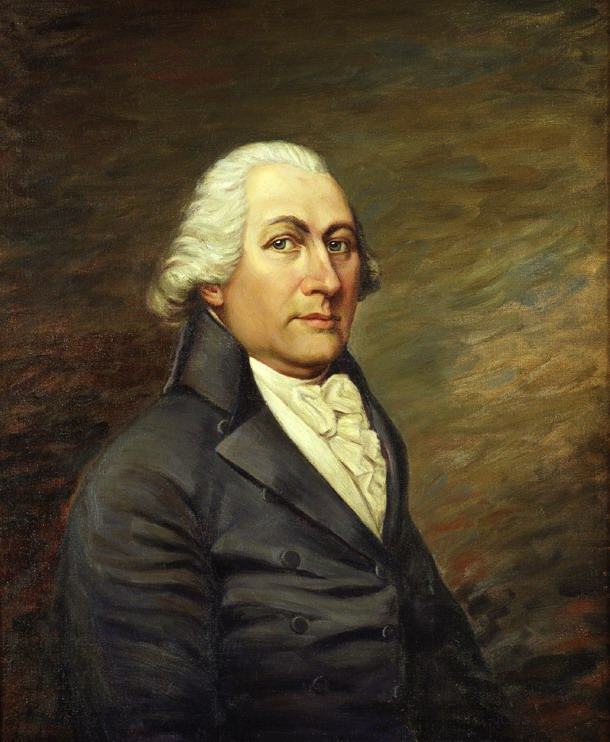
Le président pro tempore du Sénat John Langdon.
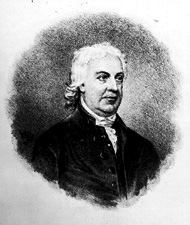
Le président pro tempore du Sénat Samuel Livermore.
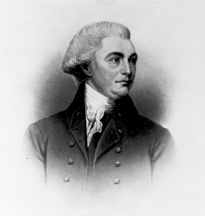
Le président pro tempore du Sénat William Bingham.
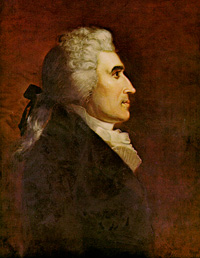
Le président de la Chambre des représentants Jonathan Dayton.

### Sénat
- Président : John Adams (F)
- Président pro tempore : Henry Tazewell (F), élu le 7 décembre 1795, puis Samuel Livermore (F), élu le 6 mai 1796, puis William Bingham (F), élu le 16 février 1797

Le Sénat est renouvelé par tiers tous les deux ans, avec des mandats de six ans. Le mandat des sénateurs de classe 1 prend fin avec ce Congrès ; celui des sénateurs de classe 2 débute avec le précédent Congrès ; et celui des sénateurs de classe 3 débute avec ce Congrès.
Le Sénat passe de 30 à 32 membres à la suite de l'entrée du Tennessee dans l'Union.
| - Caroline du Nord : - 2. Alexander Martin (DR) - 3. Timothy Bloodworth (DR) - Caroline du Sud : - 2. Pierce Butler (DR) jusqu'au 25 octobre 1796 (démission) - 2. John Hunter (DR) à partir du 8 décembre 1796 - 3. Jacob Read (F) - Connecticut : - 1. Oliver Ellsworth (F) jusqu'au 8 mars 1796 - 1. James Hillhouse (F) à partir du 12 mars 1796 - 3. Jonathan Trumbull, Jr. (F) jusqu'au 10 juin 1796 (démission) - 3. Uriah Tracy (F) à partir du 13 octobre 1796 - Delaware : - 2. John Vining (F) - 1. Henry Latimer (F) - Géorgie : - 3. James Gunn (F) - 2. James Jackson (DR) jusqu'en 1795 (démission) - 2. George Walton (F) du 16 novembre 1795 au 20 février 1796 (intérim) - 2. Josiah Tattnall (DR) à partir du 20 février 1796 - Kentucky : - 2. John Brown (DR) - 3. Humphrey Marshall (F) - Maryland : - 3. John Henry (F) - 1. Richard Potts (F) jusqu'au 24 octobre 1796 (démission) - 1. John Eager Howard (F) à partir du 30 novembre 1796 - Massachusetts : - 2. Caleb Strong (F) jusqu'au 1er juin 1796 (démission) - 2. Theodore Sedgwick (F) à partir du 1er juin 1796 - 1. George Cabot (F) jusqu'au 9 juin 1796 (démission) - 1. Benjamin Goodhue (F) à partir du 11 juin 1796 | - New Hampshire : - 3. John Langdon (DR) - 2. Samuel Livermore (F) - New Jersey : - 1. John Rutherfurd (F) - 2. Frederick Frelinghuysen (F) jusqu'au 12 novembre 1796 (démission) - 2. Richard Stockton (F) à partir du 12 novembre 1796 - New York : - 3. Rufus King (F) jusqu'au 23 mai 1796 (démission) - 3. John Laurance (F) à partir du 9 novembre 1796 - 1. Aaron Burr (DR) - Pennsylvanie : - 1. James Ross (F) - 3. William Bingham (F) - Rhode Island : - 1. Theodore Foster (F) - 2. William Bradford (F) - Tennessee : - 2. William Blount (DR) à partir du 2 août 1796 - 1. William Cocke (DR) à partir du 2 août 1796 - Vermont : - 1. Moses Robinson (DR) jusqu'au 15 octobre 1796 (démission) - 1. Isaac Tichenor (F) à partir du 18 octobre 1796 - 3. Elijah Paine (F) - Virginie : - 1. Stevens Mason (DR) - 2. Henry Tazewell (DR) |

### Chambre des représentants
La Chambre des représentants passe de 105 à 106 membres à la suite de l'entrée du Tennessee dans l'Union.
- Président : Jonathan Dayton (A)

| - Caroline du Nord (10) : - 1. James Holland (DR) - 2. Matthew Locke (DR) - 3. Jesse Franklin (DR) - 4. Absalom Tatom (DR) jusqu'au 1er juin 1796 - 4. William Strudwick (F) à partir du 13 décembre 1796 - 5. Nathaniel Macon (DR) - 6. James Gillespie (DR) - 7. William Barry Grove (F) - 8. Dempsey Burges (DR) - 9. Thomas Blount (DR) - 10. Nathan Bryan (DR) - Caroline du Sud (6) : - 1. William L. Smith (F) - 2. Wade Hampton (DR) - 3. Lemuel Benton (DR) - 4. Richard Winn (DR) - 5. Robert Goodloe Harper (F) - 6. Samuel Earle (DR) - Connecticut (7) : - Joshua Coit (F) - Chauncey Goodrich (F) - Roger Griswold (F) - James Hillhouse (F) jusqu'au 1er juin 1796 - James Davenport (F) à partir du 5 décembre 1796 - Nathaniel Smith (F) - Zephaniah Swift (F) - Uriah Tracy (F) jusqu'au 13 octobre 1796 - Samuel W. Dana (F) à partir du 3 janvier 1797 - Delaware (1) : - John Patten (DR) - Géorgie (2) : - Abraham Baldwin (DR) - John Milledge (DR) - Kentucky (2) : - 1. Christopher Greenup (DR) - 2. Alexander D. Orr (DR) - Maryland (8) : - 1. George Dent (F) - 2. Gabriel Duvall (DR) jusqu'au 28 mars 1796 - 2. Richard Sprigg Jr. (DR) à partir du 5 mai 1796 - 3. Jeremiah Crabb (F) jusqu'en 1796 - 3. William Craik (F) à partir du 5 décembre 1796 - 4. Thomas Sprigg (DR) - 5. Samuel Smith (DR) - 6. Gabriel Christie (DR) - 7. William Hindman (F) - 8. William Vans Murray (F) - Massachusetts (14) : - 1. Theodore Sedgwick (F) jusqu'en 1796 - 1. Thomson J. Skinner (DR) jusqu'au 27 janvier 1797 - 2. William Lyman (DR) - 3. Samuel Lyman (F) - 4. Dwight Foster (F) - 5. Nathaniel Freeman Jr. (F) - 6. John Reed Sr. (F) - 7. George Leonard (F) - 8. Fisher Ames (F) - 9. Joseph Bradley Varnum (DR) - 10. Benjamin Goodhue (F) jusqu'en juin 1796 - 10. Samuel Sewall (F) à partir du 7 décembre 1796 - 11. Theophilus Bradbury (F) - 12. Henry Dearborn (DR) - 13. Peleg Wadsworth (F) - 14. George Thatcher (F) | - New Hampshire (4) : - Abiel Foster (F) - Nicholas Gilman (F) - John Sherburne (DR) - Jeremiah Smith (F) - New Jersey (5) : - Jonathan Dayton (F) - Thomas Henderson (F) - Aaron Kitchell (F) - Isaac Smith (F) - Mark Thomson (F) - New York (10) : - 1. Jonathan Havens (DR) - 2. Edward Livingston (DR) - 3. Philip Van Cortlandt (DR) - 4. John Hathorn (DR) - 5. Theodorus Bailey (DR) - 6. Ezekiel Gilbert (F) - 7. John E. Van Alen (F) - 8. Henry Glen (F) - 9. John Williams (DR) - 10. William Cooper (F) - Pennsylvanie (13) : - 1. John Swanwick (DR) - 2. Frederick Muhlenberg (DR) - 3. Richard Thomas (F) - 4. siège vacant jusqu'au 18 janvier 1796 - 4. John Richards (DR) à partir du 18 janvier 1796 - 5. Daniel Hiester (DR) jusqu'au 1er juillet 1796 - 5. George Ege (F) à partir du 8 décembre 1796 - 6. Samuel Maclay (DR) - 7. John W. Kittera (F) - 8. Thomas Hartley (F) - 9. Andrew Gregg (DR) - 10. David Bard (DR) - 11. William Findley (DR) - 12. Albert Gallatin (DR) - Rhode Island (2) : - Benjamin Bourne (F) jusqu'en 1796 - Elisha Potter (F) à partir du 19 décembre 1796 - Francis Malbone (F) - Tennessee (1) : - Andrew Jackson (DR) à partir du 5 décembre 1796 - Vermont (2) : - 1. Israel Smith (DR) - 2. Daniel Buck (F) - Virginie (19) : - 1. Robert Rutherford (DR) - 2. Andrew Moore (DR) - 3. George Jackson (DR) - 4. Francis Preston (DR) - 5. George Hancock (F) - 6. Isaac Coles (DR) - 7. Abraham B. Venable (DR) - 8. Thomas Claiborne (DR) - 9. William B. Giles (DR) - 10. Carter B. Harrison (DR) - 11. Josiah Parker (F) - 12. John Page (DR) - 13. John Clopton (DR) - 14. Samuel Cabell (DR) - 15. James Madison (DR) - 16. Anthony New (DR) - 17. Richard Brent (DR) - 18. John Nicholas (DR) - 19. John Heath (DR) - Territoire du Sud-Ouest (1) : - James White (non-votant) jusqu'au 1er juin 1796 (entrée du Tennessee dans l'Union) |